# Ite missa est
Ite missa est is de formulering waarmee in de mis in de Katholieke Kerk de diaken aankondigt dat de mis ten einde is.
Het is vermoedelijk een van de oudste Romeinse formuleringen die nog in gebruik zijn. De diaken wacht op een teken van de celebrant om deze formulering uit te spreken. In de Nederlandse vertaling, te vinden in volksmissalen, wordt deze in merkwaardig Latijn gestelde formulering vertaald met: "Gaat: het offer is voltrokken" of "Gaat: het offer is geëindigd". In het Latijn antwoordt de geloofsgemeenschap met: Deo Gratias (Wij danken God.). Daarna volgt nog de zegen van de priester (in de Tridentijnse vorm van de Romeinse Ritus).
Wetenschappers beweren, dat de naam "mis" voor de viering van de eucharistie komt van deze heenzending; sommigen zeggen, dat "missa" niet de vrouwelijke vorm van het voltooid deelwoord is van mittere (heenzenden), noch een metonymie voor missio (heenzending), maar komt van het Hebreeuwse woord misha, dat "offer" zou betekenen. In de Vastentijd en Advent en in de missen zonder Gloria in excelsis wordt het Ite missa est vervangen door het Benedicamus Domino ('Laat ons de Heer loven'), waarop eveneens met Deo gratias geantwoord wordt. In de paastijd wordt aan het Ite missa est (en aan het antwoord Deo grátias door het volk) direct het allelúja, allelúja toegevoegd.
Na het Tweede Vaticaans Concilie werd de slotritus in de Mis van Paulus VI gewijzigd. Na het Communiegebed en een mogelijk slotlied zegt of zingt de priester de zegen en sluit hij (of een diaken) de viering af met de wegzending.